# SOCIETY OF THE CITIZENS
SOCIETY OF THE CITIZENS（ソサエティ オブ ザ シチズンズ）は、日本のロックバンド・東京事変が主催したライブイベント。

## 概要
シンガー・ソングライターの椎名林檎を要するバンド・東京事変により企画・実現された音楽イベント。タイトルは直訳すると「市民社会」という意味。
第1回公演となるvol.1は2006年に日比谷野外音楽堂で、第2回公演のvol.2は2008年にJCB HALLで開催された。
イベントには主催する東京事変ゆかりのバンドが参加。出演バンドのメンバーが互いのステージで客演し合ったり、ステージ転換の時間を利用して参加アーティストによるこのライブだけのスペシャルセッションを披露したりするなど、型にとらわれない音楽の追究やバンド間の交流が行われた。
各イベントの模様はCSで放送された。全編の映像作品化はされていないものの、東京事変の演奏についてはライブ・アルバム『東京コレクション』にvol.2から「ミラーボール」が、また映像作品「珍プレー好プレー」には同じくvol.2で披露された「BB.QUEEN」と「ミラーボール」がダイジェストとして収録されている。

## SOCIETY OF THE CITIZENS vol.1
2006年7月2日に第1回公演となるイベントが日比谷野外音楽堂にて開催された。参加バンドは主催の東京事変、ZAZEN BOYS、SOIL&"PIMP"SESSIONSの3バンド。イベントの1番手に登場した東京事変は、ドラムの刄田綴色が右腕を骨折していたため、aiko、竹内まりや、ORIGINAL LOVE、車谷浩司などのサポートで知られる佐野康夫が代役を務めた。
東京事変のステージでは「ミラーボール」と「サービス」でSOIL&"PIMP"SESSIONSからトランペット奏者のタブ・ゾンビとサックス奏者の元晴が、SOIL&"PIMP"SESSIONSのステージでは「SCOOP OUT」で東京事変からギターの浮雲が登場、ZAZENBOYSのアンコールでは東京事変のボーカル椎名林檎が「CRAZY DAYS CRAZYFEELING」「KIMOCHI」の2曲でR&Bマナーのボーカルを披露した。また椎名と浮雲の2人に同じく東京事変の鍵盤奏者・伊澤一葉が鍵盤ハーモニカを手に加わり、3人で椎名のソロ曲「映日紅の花」をアコースティック・アレンジで披露する一幕もあった。
このイベントの模様はCSデジタル放送のスペースシャワーTVで一部放送された。

### 出演者
| 開催日       | 会場             | 出演者                                        |
| ------------ | ---------------- | --------------------------------------------- |
| 2006年7月2日 | 日比谷野外音楽堂 | - 東京事変 - ZAZEN BOYS - SOIL&"PIMP"SESSIONS |

## SOCIETY OF THE CITIZENS vol.2
2年振りとなる第2回公演は2008年8月23日と24日の2日間に規模を拡大し、それぞれの日にゲストを迎えるという構成で新会場となるJCB HALL（現在のTOKYO DOME CITY HALL）にて開催された。参加アーティストは、前回に引き続き出演した主催の東京事変、ZAZEN BOYS、SOIL&"PIMP"SESSIONSの3バンドのほか、新たにScoobie Doとエレファントカシマシが参加した。エレファントカシマシはサポートに元東京事変のギタリスト・ヒラマミキオとプロデューサー/キーボーディストの蔦谷好位置を迎えた編成。前回は一番手で登場した東京事変が両日とも大トリを務め、怪我で出演できなかったドラムの刄田も今回は初参加を果たした。
SOIL&"PIMP"SESSIONSのステージでは椎名林檎が登場し、配信シングルで共演した「カリソメ乙女 DEATH JAZZ Ver.」を披露した。ステージ転換の時間を利用して、東京事変のボーカル椎名林檎、SCOOBIE DOのボーカル・コヤマシュウ、SOIL&"PIMP"SESSIONSのキーボーディスト・丈青の3人でエレファントカシマシの「悲しみの果て」のカバーを演奏した。
このイベントの模様は、BSデジタル放送ではBSフジ、CSデジタル放送ではフジテレビ721（現在のフジテレビTWO）とフジテレビCSHD（現在のフジテレビNEXT）で放送された。

### 出演者
| 開催日        | 会場     | 出演者                                                                                  |
| ------------- | -------- | --------------------------------------------------------------------------------------- |
| 2008年8月23日 | JCB HALL | - 東京事変 - エレファントカシマシ - Scoobie Do - 向井秀徳×椎名林檎                      |
| 2008年8月24日 | JCB HALL | - 東京事変 - ZAZEN BOYS - SOIL&"PIMP"SESSIONS - Scoobie Do - コヤマシュウ×椎名林檎×丈青 |